# Ръждивопетниста храстова кукумявка
Ръждивопетнистата храстова кукумявка (Strix albitarsis) е вид птица от семейство Совови (Strigidae).

## Разпространение и местообитание
Разпространен е в Боливия, Венецуела, Еквадор, Колумбия и Перу.